# 玉村祐典
玉村 祐典（たまむら ゆうすけ、1995年11月4日 - ）は、福井県鯖江市出身の元プロ野球選手（投手）。右投右打。

## 経歴

### プロ入り前
鯖江市北中山小学校3年生の時に野球を始め、当時は主に捕手と投手でプレーし、鯖江市東陽中学校時代は「鯖江ボーイズ」でエース投手だった。敦賀気比高等学校3年生時の春の選抜高校野球・福井大会では4試合24回を投げ無失点、32奪三振、2四死球の成績で、全国大会では準々決勝・聖光学院高等学校戦でリリーフ登板、2/3回を無安打無失点だった。同年6月に行われた春季北信越大会の準々決勝・上田西高等学校戦では延長14回2失点完投勝利を挙げた。第95回全国高等学校野球選手権大会・福井大会では2試合に登板。
3年生時、亜細亜大学のスポーツ推薦に合格。高校卒業後は進学を予定していたが、野球への熱が失せてしまい、大学進学を取りやめ、地元・鯖江市に戻った。しかし、のちに野球への熱が再燃。1年間どこにも所属しない無所属・「浪人」状態で、コンビニのアルバイトとして働く傍ら「鯖江ボーイズ」の中学生に交じってトレーニングを行っていた。
2014年10月23日に行われたプロ野球ドラフト会議で埼玉西武ライオンズに4巡目で指名され、契約金3000万円、年俸600万円（金額は推定）で仮契約を結んだ。背番号は「38」。

### 西武時代
2015年7月、キャッチボール中に右肩を痛め、2ヶ月間離脱。復帰後も怪我が重なり、手首や肘も痛めたという。1年目はイースタン・リーグ公式戦14試合に登板して1勝2敗、防御率7.94という成績に終わり、一軍登板は果たせなかった。11月11日の契約更改では現状維持の推定年俸600万円でサインした。2016年はイースタン・リーグで4勝6敗、防御率6.41の成績だった。
2018年も右肩痛が再発してしまい、結局、入団から一度も一軍登板がないまま10月4日に戦力外通告を受けた。現役続行を希望し、12球団合同トライアウトに参加。打者3人に対し、無安打1四球の結果だった。

### 西武退団後
2019年1月、オールフロンティアに入社し、同社の硬式野球部への入部が発表された。しかし、同年の写真名鑑つきの「グランドスラム」では玉村が掲載されておらず、程なくして退部したものと見られる。

## 選手としての特徴・人物
浪人時での直球の最速は149km/h。西武入団後にトレーニングを重ね、最速152km/hを計測するまでになっていたが、その後は怪我の影響で球速が落ちていってしまった。変化球の持ち球はカーブ、スライダー、スプリット。
2013年に育成ドラフト1位で中日に入団した岸本淳希とは「鯖江ボーイズ」、敦賀気比時代のチームメイトで、玉村が指名された際には岸本から祝福のメッセージが贈られた。なお、ドラフト指名されたとき、玉村は実家の自室で寝転びながらスマートフォンでドラフト速報サイトを見ており、更新ボタンを押したときに自分の名前が出た。そのときには半信半疑だったが、翌日にスカウトから電話が入ったことでようやく実感が湧いたという。

## 詳細情報

### 年度別投手成績
- 一軍公式戦出場なし

### 背番号
- 38 （2015年 - 2018年）